# Ayda Salepcioğlu
Ayda Salepcioğlu (29 dicembre 2008) è una nuotatrice artistica turca.

## Biografia
Ayda Salepcioğlu esordisce nelle gare internazionali nel 2023, partecipando con la squadra turca ai Giochi europei, riuscendo a vincere la medaglia di bronzo nel programma libero combinato.

## Palmarès
- Giochi europei

Cracovia 2023: bronzo nel programma libero combinato